# KVP lakótelep
A KVP lakótelep (szlovákul: Sídlisko KVP) Kassa városrésze Szlovákiában, közigazgatásilag a Kassai kerület Kassai II. járásához tartozik.
Területe 1,77 km². Polgármestere Iveta Kijevská.

## Fekvése
Kassa óvárosától nyugatra fekszik.

## Népessége
Lakosainak száma 2003-ban 25 933 volt.
2011-ben 25 335 lakosából 19 423 szlovák és 652 magyar.